# Burtia rubridiscalis
Burtia rubridiscalis là một loài bướm đêm thuộc phân họ Arctiinae, họ Erebidae.